# Sidi M'hamed el-Ayachi
Pour les articles homonymes, voir Sidi M'Hamed et el-Ayachi.
Sidi M'hamed el-Maliki ez-Zeyani el-Ayachi (1563-1641), plus communément appelé Al-Ayachi, surnommé le « Saint de Salé », est un marabout marocain et un puissant chef militaire, originaire de la tribu arabe des Beni Malek dans le Gharb, ayant notamment vécu dans l'actuelle Salé (à l'époque, dite Salé-le-Vieux, par opposition à l'actuelle Rabat, dite alors Salé-le-Neuf, tout au moins concernant sa médina). Il pose les bases de l'entité politique que deviendra la République du Bouregreg[Information douteuse]  reconnaissant la légitimité du sultan mais indépendante militairement bras armée de la lutte contre la tyrannie de Espagne et le Portugal Moulay Zidane[pas clair].
Une avenue, une école primaire et un hôpital portent son nom à Salé.

## Biographie
Depuis la mort d'Ahmed al-Mansur Saadi en 1604, le Maroc sombre dans un état d'anarchie où le Sultan perd son autorité. L'Espagne en profite alors pour annexer Larache en 1610, puis le port de la Mamora en 1614.
Selon l'historien Mohamed Zniber: « Dans son différend avec les Morisques de Rabat, qui évolua vite en conflit armé, Ayyachi les accusait d'avoir trahi la cause de l'Islam lors du siège de la Mamora et offert leurs services au Roi d'Espagne, ce qui n'était pas tout à fait faux. »
Basé à Salé-le-Vieux, Al-Ayachi mène le jihad contre les Espagnols en démarrant la course maritime avec les arrivants morisques et avec l'aide des Anglais. Il réussit à reconquérir la Mamora et étendit son pouvoir jusqu'à Taza.
En avril 1627, Al Ayachi attaque Salé (Salé-le-Vieil et Salé-le-neuf) dont il s'empare et la transforme en sa principauté devenant par la suite gouverneur indépendant de la République de Salé.
Un mois plus tard, John Harrison signe avec lui un traité et entreprend une relation diplomatique avec l'entité politique. Al-Ayachi envoie ses représentants (probablement des renégats) à la cour du roi Charles Ier d'Angleterre : Mohammed Bensaid (Lopez de Zapar) en 1627, Ahmed Naravaez dans la même année et Mohammed Clafishou en 1629.
En 1631, ils infligent une sévère défaite à la garnison espagnole de Larache, qu'il prend en embuscade, tuant 600 Espagnols.
Le 30 avril 1641, Al-Ayachi est assassiné lors de querelles intestines qui déchirent l'éphémère république corsaire. Les marabouts de Dila, près de Khénifra, se rendent maitre de la thalassocratie après avoir vaincu le chérif saâdien et les partisans du défunt marabout de Salé.
Sa demeure se trouve à l'emplacement de l'actuelle école de Mekki Alaoui.

## Sources

### Sources bibliographiques
1. ↑  Castries 1911, p. 195

#### Francophone
- Henry de Castries, Les sources inédites de l'histoire du Maroc. Archives et bibliothèques de France. Tome III., E. Leroux, 1911, 771 p. (lire en ligne)

- Mouna Hachim, Dictionnaire des noms de famille du Maroc, Casablanca, Le Fennec, 2012 [détail de l’édition], p. 70
- Leïla Maziane (préf. André Zysberg), Salé et ses corsaires, 1666-1727 : Un port de course marocain au XVIIe siècle, Mont-Saint-Aignan/Caen, Publications des universités de Rouen et du Havre/Presses universitaires de Caen, 2007, 362 p. (ISBN 978-2-84133-282-3) [table des matières] [aperçu en ligne]
- Roger Coindreau (préf. Mohamed Zniber), Les Corsaires de Salé, La Croisée des chemins, 2006, 2e éd. (1re éd. 1948) [détail des éditions] [aperçu en ligne]
- Robert Chastel, « Les corsaires du Bou Regreg : de la naissance à la fin de la course », dans Rabat-Salé : Vingt siècles de l’oued Bou Regreg, Rabat, La Porte, 1994 (ISBN 9981-889-07-5), p. 75-94
- Louis Mougin, « Remarques sur les débuts du marabout Al-'Ayyâchî (1563-1641) », Revue de l'Occident musulman et de la Méditerranée, no 18,‎ 1974, p. 119-124 (lire en ligne)